# Elixhausen
Elixhausen é um município da Áustria, situado no distrito de Salzburg-Umgebung, no estado de Salzburgo. Tem 8,35 km² de área e sua população em 2019 foi estimada em 2.988 habitantes.